# 恋路海岸海水浴場
恋路海岸海水浴場（こいじかいがんかいすいよくじょう）は、石川県鳳珠郡能登町恋路にある海水浴場である。

## 特徴
青く澄んだ海と白砂の美しい浜にハート型のモニュメントの鐘がある恋路海岸の海水浴場（恋路ヶ浜）で、能登半島の中腹にある。毎年7月27日開催の「恋路の火祭り」は、大松明が夜の海を赤く染める。

## 概要
期間
- 7月から8月

## 所在地
- 石川県鳳珠郡能登町恋路

### 交通アクセス

#### 公共交通機関
- のと鉄道 穴水駅から奥能登観光開発バス「珠洲鉢ケ崎」行きで1時間30分、バス停「恋路」。

#### 自動車道
- 能登有料道路 穴水ICより国道249号線で約50分。

## 周辺
- 恋路駅
- 見附海岸
- 輪島朝市
- 千枚田
- 禄剛埼
- ヤセの断崖
- 世界一長いベンチ
- のとじま臨海公園水族館
- 和倉温泉
- 能登島
- 石川県能登島ガラス館
- 能登島大橋
- ツインブリッジのと